# إله الأشياء الصغيرة
إله الأشياء الصغيرة (بالإنجليزية: The God of Small Things) هي رواية للكاتبة الهندية أرونداتي روي. وهي قصة تحكي عن تجارب الطفولة لتوأم، والتي تُدمرها الحياة من خلال قوانين الحبّ. أُصْدِرَ الكتاب سنة 1997، وحصل على جائزة بوكر الأدبية سنة 1997.
إله الأشياء الصغيرة هو كتاب روي الأول، ومنذ عام 2013 اعتُبر رواية فقط. أنجزت روي الرواية في عام 1996، واستغرق الكتاب أربع سنوات في الكتابة. واعتُرف بإمكانيات القصة لأول مرة من قبل بانكاج ميشرا، محرر مع هاربر كولينز، والذي أرسلها إلى ثلاثة ناشرين بريطانيين. حققت روي أرباح بقيمة نصف مليون جنيه استرليني، وبيعت حقوق نشر الكتاب في 21 بلداً.

## روابط خارجية
- إله الأشياء الصغيرة على موقع الموسوعة البريطانية (الإنجليزية)